# Nałobicha
Nałobicha (ros. Налобиха) – wieś (sieło) w Rosji, w Kraju Ałtajskim, w rejonie kosichińskim. W 2021 liczyła 3266 mieszkańców.